# Cetopangasius chaetobranchus
A Cetopangasius chaetobranchus a sugarasúszójú halak (Actinopterygii) osztályának harcsaalakúak (Siluriformes) rendjébe, ezen belül az óriásharcsafélék (Pangasiidae) családjába tartozó fosszilis faj.
Nemének eddig az egyetlen felfedezett faja.

## Előfordulása
A Cetopangasius chaetobranchus a miocén kor óriásharcsája volt. Ez az állat ott élt, ahol manapság a thaiföldi Phetcsabun tartomány fekszik. Akkortájt egy Ban Nong Pia néven ismert tó létezett azon a területen.

## Fordítás
- Ez a szócikk részben vagy egészben  a   Cetopangasius című angol Wikipédia-szócikk ezen változatának fordításán alapul.  Az eredeti cikk szerkesztőit annak laptörténete sorolja fel. Ez a jelzés csupán a megfogalmazás eredetét és a szerzői jogokat jelzi, nem szolgál a cikkben szereplő információk forrásmegjelöléseként.